# Dryadaula germana
Dryadaula germana är en fjärilsart som beskrevs av Walsingham 1914. Dryadaula germana ingår i släktet Dryadaula och familjen äkta malar. Inga underarter finns listade i Catalogue of Life.